# 安政の大獄
安政の大獄（あんせいのたいごく）は、安政5年（1858年）から安政6年（1859年）にかけて江戸幕府が行った弾圧。当時は「飯泉喜内初筆一件」または「戊午の大獄（つちのえうまのたいごく、ぼごのたいごく）」とも呼ばれていた。
幕府の大老・井伊直弼や老中・間部詮勝らは、勅許を得ないまま日米修好通商条約に調印し、また将軍継嗣を徳川家茂に決定した。安政の大獄とは、これらの諸策に反対する者たちを弾圧した事件である。弾圧されたのは尊王攘夷や一橋派の大名・公卿・志士（活動家）らで、連座した者は100人以上にのぼった。形式上は13代将軍・徳川家定が台命（将軍の命令）を発して全ての処罰を行なったことになっているが、実際には井伊直弼が全ての命令を発したとされており、家定の台命として行われたのは家定死去の直前である7月5日、尾張藩主・徳川慶勝や福井藩主・松平慶永、水戸藩の徳川斉昭・慶篤父子と一橋慶喜に対する隠居謹慎命令（慶篤のみは登城停止と謹慎）だけであり、大獄の始まる初期のわずかな期間に限られる。

## 経緯
江戸時代後期の日本には、外国船が相次いで来航した。清朝がアヘン戦争に敗れると、日本国内でも対外的危機意識が高まり、幕閣では海防問題が議論される。老中・阿部正弘が幕政改革を行ない、黒船来航後の安政元年（1854年）にアメリカ合衆国と日米和親条約を、ロシア帝国と日露和親条約を締結した。
黒船が来航した嘉永6年（1853年）には、12代将軍・徳川家慶が死去し、13代将軍に家慶の四男・徳川家定が就任するが、病弱で男子を儲ける見込みがなかったので将軍継嗣問題が起こった。前水戸藩主・徳川斉昭の七男で英明との評判が高い一橋慶喜を支持し諸藩との協調体制を望む一橋派と、血統を重視し、現将軍に血筋の近い紀州藩主・徳川慶福（後の徳川家茂）を推す保守路線の南紀派とに分裂し対立した。
そのころ、米国総領事タウンゼント・ハリスが、日米修好通商条約への調印を幕府に迫っていた。この時、幕府は諸大名に条約締結・調印をどうしたらよいか意見を聞いていた。そして、条約締結はやむなし、しかし調印には朝廷の勅許が必要ということになり、幕府も承認した。このため、勅許を受けに老中・堀田正睦が京に上った。当初、幕府は簡単に勅許を得られると考えていたが、梅田雲浜ら在京の尊攘派の工作もあり、元々攘夷論者の孝明天皇から勅許を得ることはできなかった。
正睦が空しく江戸へ戻った直後の安政5年（1858年）4月、南紀派の井伊直弼が大老に就任する。直弼は、無勅許の条約調印と家茂の将軍継嗣指名を断行した。徳川斉昭は、一旦は謹慎していたものの復帰、藩政を指揮して長男である藩主・徳川慶篤を動かし、尾張藩主・徳川慶勝、福井藩主・松平慶永らと連合した。6月24日、慶永は彦根藩邸を訪れて登城前の直弼に違勅調印を詰問し、さらに将軍継嗣の発表を延期するよう要求した。直弼は自身の袂をつかんで引き止めようとする慶永を振り切り江戸城に登城した。この後、慶永は後を追うように江戸城に登城した。また斉昭父子と慶勝は直弼以下幕閣を詰問するために不時登城（定式登城日以外の登城）を冒した。直弼は「『不時登城をして御政道を乱した罪は重い』との台慮（将軍の考え）による」として彼らを隠居・謹慎などに処した。これが安政の大獄の始まりである。
一橋派であった薩摩藩主・島津斉彬は直弼に反発し藩兵5000人を率いて上洛して朝廷を守護した上で、違勅を正して一橋派の復権を指示する勅諚を得て、幕府と対峙することを計画したが、同年7月に鹿児島で出兵の調練中の水当りが原因で急死、出兵・勅諚計画は頓挫する。斉彬死後の薩摩藩の実権は、御家騒動で斉彬と対立して隠居させられた父・島津斉興が掌握し、薩摩藩は幕府の意向に逆らわぬ方針へと転換することとなった。8月には、薩摩藩と協働して朝廷工作を行なっていた水戸藩及び長州藩に対して戊午の密勅が下され、ほぼ同じ時期、幕府側の同調者であった関白・九条尚忠が辞職に追い込まれた。このため9月に老中・間部詮勝、京都所司代・酒井忠義らが上洛し、中心人物と目された梅田雲浜他、近藤茂左衛門、橋本左内らを逮捕したことを皮切りに、公家の家臣まで捕縛するという弾圧が始まった。
京都で捕縛された志士たちは江戸に送致され、評定所などで詮議を受けた後、死罪、遠島など酷刑に処せられた。幕閣でも川路聖謨や岩瀬忠震らの非門閥の開明派幕臣が謹慎などの処分となった。この時、寛典論を退けて厳刑に処すことを決したのは井伊直弼と言われる。
安政7年（1860年）3月3日、桜田門外の変において直弼が殺害された後、弾圧は収束する。
文久2年（1862年）5月、勅命を受け慶喜が将軍後見職に、松平春嶽（慶永）が政事総裁職に就任する。慶喜と春嶽は、直弼が行なった大獄は甚だ専断であったとして、
1. 井伊家に対し10万石削減の追罰[注釈 2][注釈 3]
2. 弾圧の取調べをした者の処罰[注釈 4]
3. 大獄で幽閉されていた者の釈放
4. 桜田門外の変・坂下門外の変における尊攘運動の遭難者を和宮降嫁の祝賀として大赦

を行なった。
幕閣では一橋派が復活し、文久の改革が行なわれ、将軍・家茂と皇女・和宮の婚儀が成立して公武合体路線が進められた。
安政の大獄は、幕府の規範意識の低下や人材の欠如を招き諸藩の幕府への信頼を大きく低下させることとなり、反幕派による尊攘活動を激化させ、江戸幕府滅亡の遠因になったとも言われている。

## 受刑者

### 死刑・獄死
- 安島帯刀………水戸藩家老、切腹
- 鵜飼吉左衛門…水戸藩京都留守居役、斬罪
- 鵜飼幸吉………水戸藩京都留守居役助役、獄門
- 茅根伊予之介…水戸藩奥右筆、斬罪
- 梅田雲浜………元小浜藩士、獄死
- 飯泉喜内………元土浦藩士・三条家家来、斬罪
- 頼三樹三郎……京都町儒者、斬罪
- 橋本左内………越前福井藩松平春嶽家臣、斬罪
- 吉田松陰………長州藩毛利敬親家臣、斬罪
- 日下部伊三治…薩摩藩士、獄死
- 藤井尚弼………西園寺家家臣、獄死
- 信海……………僧侶、月照の弟、獄死
- 近藤正慎………清水寺成就院坊、獄死
- 中井数馬………与力、獄死

### 隠居・謹慎
- 一橋慶喜………一橋徳川家当主(徳川慶喜)
- 松平春嶽………福井藩主
- 徳川慶勝………尾張藩主
- 伊達宗城………宇和島藩主
- 山内容堂………土佐藩主
- 堀田正睦………佐倉藩主・老中
- 本郷泰固………川成島藩主・若年寄（1万石から5千石へ減封、川成島藩は改易）

### 隠居・差控
- 鵜殿長鋭（鳩翁）………駿府奉行
- 川路聖謨………江戸城西丸留守居
- 土岐頼旨………大目付・海防掛
- 石河政平………一橋徳川家家老

### 御役御免・差控など
- 徳川慶篤………水戸藩主（9月30日に免除）
- 太田資始………前掛川藩主・老中
- 松平忠固………上田藩主・老中
- 板倉勝静………備中松山藩主・寺社奉行
- 中山信宝………水戸藩家老（9月27日に免除）
- 黒川雅敬………一橋徳川家家臣
- 佐々木顕発……勘定奉行
- 浅野長祚………京都町奉行、小普請奉行
- 高須鉄次郎……外国奉行支配調役
- 大久保忠寛……江戸城西丸留守居
- 岩瀬忠震………作事奉行
- 永井尚志………軍艦奉行

### 永蟄居
- 徳川斉昭………前水戸藩主

### 譴責
- 松平頼胤………高松藩主
- 松平頼誠………守山藩主
- 松平頼縄………常陸府中藩主

### 甲府勝手
甲府勤番への左遷
- 平山敬忠………書物奉行
- 木村勝教………評定所組頭
- 平岡円四郎……一橋徳川家家臣

### 遠島
- 鮎沢伊太夫……水戸藩勘定奉行
- 小林良典………鷹司家諸大夫、獄死
- 六物空満………大覚寺門跡家士、獄死
- 日下部裕之進…薩摩藩士・日下部伊三治の子、獄死
- 勝野森之助……旗本家来・勝野正道の子
- 茅根熊太郎……茅根伊予之介の子
- 太宰八郎………松平信古家臣

### 重追放
- 吉見左膳………宇和島藩家老、伊能友鴎に改名

### 中追放
- 池内大学………儒者
- 近藤茂左衛門…信濃国松本町大名主
- 丹羽正庸………三条家家臣
- 森寺常邦………三条家家臣
- 三国大学………鷹司家家臣
- 伊丹重賢………青蓮院宮家臣、通称蔵人
- 入江則賢………一条家家臣
- 藤森恭助………古賀謹一郎家臣
- とき……………宝寿院修験者
- 鵜飼喜三郎……鵜飼吉左衛門 子息
- 鵜飼伝四郎……鵜飼吉左衛門 子息

### 所払
- 宇喜多一蕙……画家、所払中病死
- 宇喜多松庵……画家
- 蒲市正…………二条家家臣

### 永押込
- 鮎沢力之進……鮎沢伊太夫の子
- 鮎沢大蔵………鮎沢伊太夫の子
- 山科正恒………御倉小舎人
- 春日仲襄………久我家家臣
- 森寺常安………三条家家臣
- 長谷川宗右衛門…高松藩士
- 長谷川速水……長谷川宗右衛門の子
- 山国喜八郎……水戸藩士
- 海保帆平………水戸藩士
- 加藤木賞三……水戸藩士

### 国許永押込
- 横山湖山………松平信古家臣
- 菅野狷介………姫路藩士
- 大郷巻蔵………鯖江藩士
- 林某……………鯖江藩士
- 小南五郎………土佐藩士
- 大山綱良………薩摩藩士
- 大久保要………土浦藩士、幽閉中病死
- 舟橋亘理………関宿藩士

### 押込
- 津崎矩子………近衛家家臣（9月28日に免除）
- 飯田忠彦………有栖川宮家臣
- 豊島泰盛………有栖川宮家臣
- 高橋俊璹…………鷹司家家臣
- 山田時章………青蓮院宮家臣
- 富田織部………三条家家臣
- 大沼又三郎……下田奉行手付出役
- 飯泉春堂………飯泉喜内の養子
- 大竹儀兵衛……水戸藩士
- 岩本常助………幕臣
- 藤田忠蔵………幕臣
- 筧承三…………岡部豊常家臣
- 勝野保三郎……勝野正道の弟
- 勝野ちか………勝野正道の妻
- 勝野ゆう………勝野正道の娘
- 三木源八………水戸藩士
- 荻信之介………水戸藩士
- 菊池為三郎……水戸藩士

### 急度叱り置き
- 山本とよ………山本貞一郎の妻
- 山本さい………山本貞一郎の娘
- 山本うめ………山本貞一郎の娘

### 手鎖
- 伊十郎…………江戸小網町名主
- 源助……………江戸神田町の町人
- 源左衛門………信濃国松本町の町人

### 捕縛前に死去
- 梁川星巌………漢詩人
- 月照……………僧侶
- 山本貞一郎……浪人（旗本・近藤石見守陪臣）
- 勝野正道………陪臣

### 朝廷への処分
朝廷内の処分者については『公家たちの幕末維新』を参照
- 尊融入道親王……青蓮院門主、隠居・慎・永蟄居
- 鷹司政通…………前関白、隠居・落飾・慎
- 近衛忠煕…………左大臣、辞官・落飾・慎
- 鷹司輔煕…………右大臣、辞官・落飾・慎
- 三条実万…………前内大臣、隠居・落飾・慎
- 一条忠香…………内大臣、慎十日
- 近衛忠房…………権大納言、咎め無し[注釈 5]
- 二条斉敬…………権大納言、慎十日
- 久我建通…………議奏・権大納言、慎五日
- 徳大寺公純………議奏・権大納言、咎め無し[注釈 5]
- 中山忠能…………議奏・権大納言、咎め無し[注釈 5]
- 裏松恭光…………議奏・権中納言、咎め無し[注釈 5]
- 坊城俊克…………議奏・権中納言、咎め無し[注釈 5]
- 正親町三条実愛…議奏加勢・権中納言、慎十日
- 広橋光成…………武家伝奏・前権大納言、慎五日
- 万里小路正房……前権大納言、慎三十日
- 東坊城聡長………前権大納言、永蟄居[注釈 6]
- 大原重徳…………非参議、自分慎

### その他
- 若松永福………三条家家臣、洛中洛外江戸構い（追放）
- 世古恪太郎……伊勢松坂の酒造屋であり、紀州徳川家の御用達を務めた豪商の息子。江戸構い（追放）、紀伊殿領分所払い
- 楢崎将作………医師。長女の楢崎龍は坂本龍馬の妻。
- 波多野正平……鋳金家。頼山陽や頼三樹三郎と交友があったので、連座し1年余り幽閉された[6]。